# Fleury, Somme

Fleury este o comună în departamentul Somme, Franța. În 1 ianuarie 2022 avea o populație de 204 de locuitori.